# کیم جی-یونگ (بازیگر، زاده ۱۹۳۸)
این یک نام کره‌ای است؛ نام خانوادگی کیم است.
کیم جی-یونگ (کره‌ای: 김지영؛ زادهٔ کیم هیو-شیک در ۲۵ سپتامبر ۱۹۳۸ – ۱۷ فوریه ۲۰۱۷) بازیگر اهل کره جنوبی بود.

## فیلم‌شناسی
- منتخب فیلم‌شناسی

### فیلم
| سال  | عنوان         | نقش              |
| ---- | ------------- | ---------------- |
| ۲۰۰۶ | پنجشنبه فرمان | مادربزرگ پارک    |
| ۲۰۱۰ | یک فردای بهتر | خاله             |
| ۲۰۱۱ | ساکت‌شده       | مادر کانگ این-هو |

### مجموعه‌های تلویزیونی
| سال  | عنوان                     | نقش                                     | شبکه    |
| ---- | ------------------------- | --------------------------------------- | ------- |
| ۲۰۰۴ | خانه کامل                 | مادر بزرگ لی یونگ-جه                    | کی‌بی‌اس۲ |
| ۲۰۱۰ | دوست‌دختر من یک گومیهو است | سامشین مادربزرگ (حضور افتخاری، قسمت ۱۶) | اس‌بی‌اس  |
| ۲۰۱۱ | کیمیاگر                   | وو گوم-جی                               | اس‌بی‌اس  |
| ۲۰۱۳ | دختری که خوب بزرگ شده     | بیون جونگ-سون                           | اس‌بی‌اس  |

## کتاب
| سال  | عنوان                                                                                              | ناشر                      | توضیحات       |
| ---- | -------------------------------------------------------------------------------------------------- | ------------------------- | ------------- |
| ۲۰۱۱ | سوپر استار (انگلیسی: Superstar; کره‌ای: 슈퍼스타: 고통과 아픔을 기도로 극복한 문화 예술인의 이야기) | Catholic Publishing House | نویسندهٔ همکار |

## جوایز و نامزدی‌ها
| سال  | مراسم جوایز                   | دسته                      | اثر نامزد شده  | نتیجه    |
| ---- | ----------------------------- | ------------------------- | -------------- | -------- |
| ۱۹۸۱ | بیستمین جوایز ناقوس بزرگ      | جایزه ویژه                | مردم دعوت‌شده   | برنده    |
| ۲۰۰۵ | جوایز درامای کی‌بی‌اس           | بهترین بازیگر نقش مکمل زن | زندگی گلگون من | برنده    |
| ۲۰۱۱ | چهل و هشتمین جوایز ناقوس بزرگ | بهترین بازیگر نقش مکمل زن | آخرین شکوفه    | نامزدشده |